# Hans Thomas
Hans Thomas – niemiecki architekt modernistyczny tworzący w okresie międzywojennym we Wrocławiu.

## Życiorys
Thomas był jednym z architektów okresu międzywojennego we Wrocławiu, którzy ściśle współpracowali z towarzystwem Siedlungsgeselschaft Breslau A.G. – najważniejszym w tym okresie inwestorem budownictwa mieszkaniowego we Wrocławiu. Realizacja największych w jego karierze projektów przypadła na przełom lat dwudziestych i trzydziestych. Nie są znane jego szczegółowe dane biograficzne na temat wykształcenia oraz daty urodzenia i zgonu.
W roku 1925 uczestniczył w kierowanym przez Theo Effenbergera zespole projektującym nieistniejące już dziś osiedle mieszkaniowe Popowice. Zaprojektował kamienice i domy wielorodzinne przy ul. Kłodnickiej, Małopanewskiej oraz kamienicę przy ul. Legnickiej 64 – jeden z dwóch jedynych zachowanych do dziś domów tego osiedla. W roku 1927 projektował w zespole kierowanym przez Paula Heima i Hermanna Wahlicha domy wielorodzinne przy ul. Okrzei i Nulla na osiedlu Sępolno. W latach 1928–30 wraz z Theo Effenbergerem opracował projekt zespołu bloków wielorodzinnych przy ul. Krzywoustego i Grudziądzkiej. W latach 1929–30 wraz z Paulem Heimem, Albertem Kempterem, Gustavem Wolfem, Rudolfem Sackiem i Paulem Häuslerem uczestniczył w projektowaniu osiedla Księże Małe. Oprócz trzech bloków mieszkalnych przy ul. Chorzowskiej, Katowickiej i Opolskiej zaprojektował także służący mieszkańcom całego osiedla budynek mieszczący pralnię, łaźnię, magiel i kotłownię przy ul. Tarnogórskiej. W tym samym czasie także we współpracy z Heimem, Kempterem, Effenbergerem oraz Richardem i Paulem Ehrlichami uczestniczył w projektowaniu bloków wielorodzinnych przy ul. Olszewskiego na osiedlu Biskupin. 
Do największych osiągnięć należy zwycięstwo w konkursie na „najmniejsze mieszkanie najprostszego typu we Wrocławiu” ogłoszonym w roku 1930, w którym zgłoszono łącznie 79 propozycji. Rok później według jego projektu przy ul. Złotostockiej na osiedlu Tarnogaj powstały cztery dwukondygnacyjne domy mieszkalne z towarzyszącymi im w podwórkach budynkami mieszczącymi pralnie i pomieszczenia gospodarcze. Cztery domy mieściły łącznie 152 mieszkania o powierzchni 30-48 m². W projektowanych przez siebie domach wielorodzinnych Thomas preferował oszczędne formy, minimum wszelkich zdobień i płaski dach zgodne z duchem architektury spod znaku Neues Bauen.
Oprócz projektów dla Siedlungsgeselschaft Breslau A.G. Hans Thomas projektował także dla innych inwestorów. W roku 1927 powstał przy dzisiejszej ul. Sieradzkiej na Gliniankach dom parafialny ewangelickiego kościoła Zbawiciela. W roku 1929 wykonał projekt reprezentacyjnej willi z widokiem na Odrę dla lekarza Paula Münzberga mieszczącej się na osiedlu Dąbie przy dzisiejszej ul. Urbańskiego.
W roku 1934 zajął wraz z Erichem Grauem projekt nowej siedziby głównej komendy straży miejskiej przy Lessingplatz (dzisiejszym placu Powstańców Warszawy).
Projektował także na zlecenia płynące spoza Wrocławia. Jego dziełem są m.in. wieża kościoła ewangelickiego w Koźlu, przebudowę pałaców w Krośnicach oraz w Piotrowicach Wielkich, czy budynek mieszczący biura zarządu i mieszkania cukrowni w Ziębicach. Projektem Hansa Thomasa był również pomnik (tzw. "Heldendekmal") upamiętniający poległych podczas I wojny światowej mieszkańców Namysłowa. Ceglana konstrukcja w formie wieży stanęła w 1927 r. na jednej z leżących w granicach miasta wysp na Widawie.

## Galeria

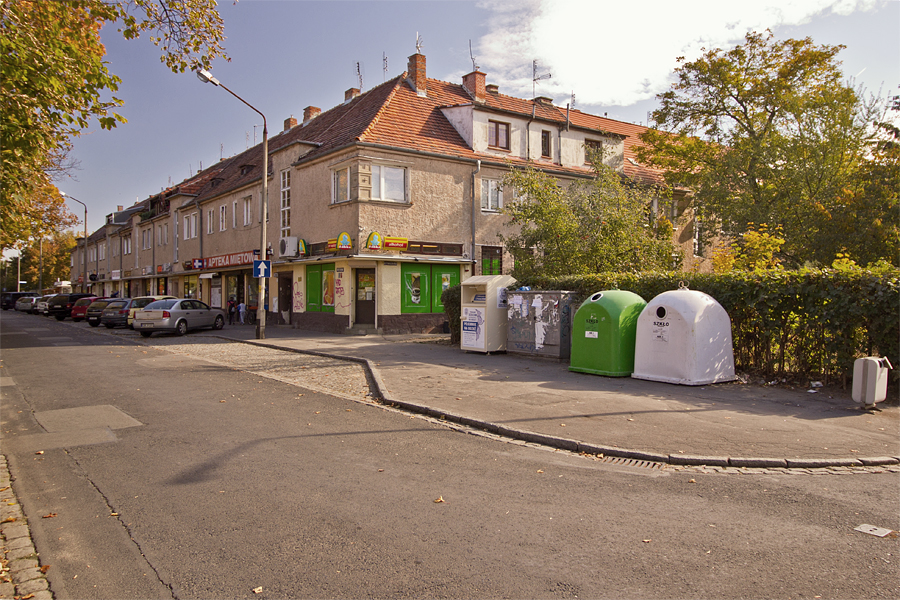
1927 Osiedle Sępolno – dom wielorodzinny ze sklepami na parterze przy ul. Nulla, Partyzantów i Potebni
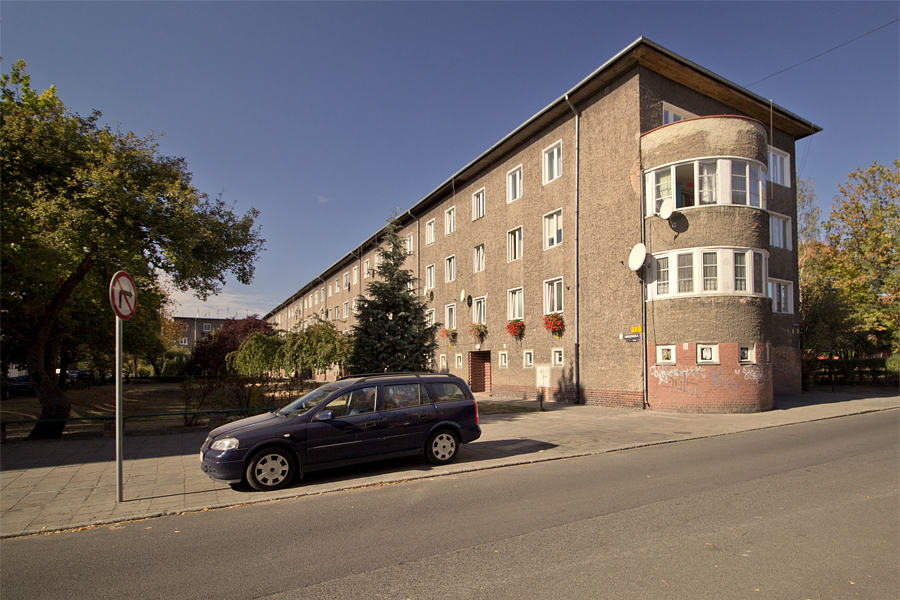
1928 Blok przy ul. Chorzowskiej 1-17 na osiedlu Księże Małe
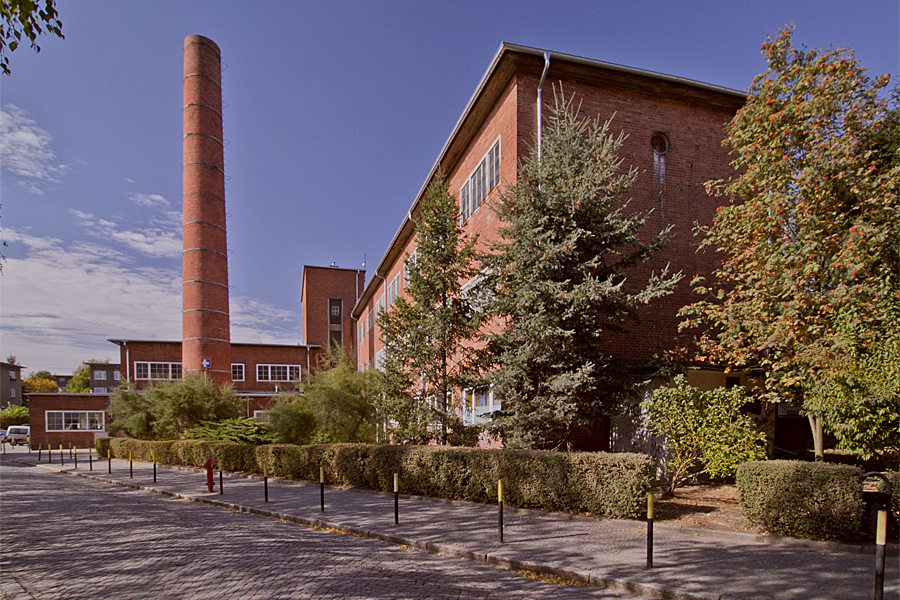
1929 Budynek przy ul. Tarnogórskiej 1 mieszczący łaźnię, pralnię, magiel i kotłownię, służący mieszkańcom osiedla Księże Małe
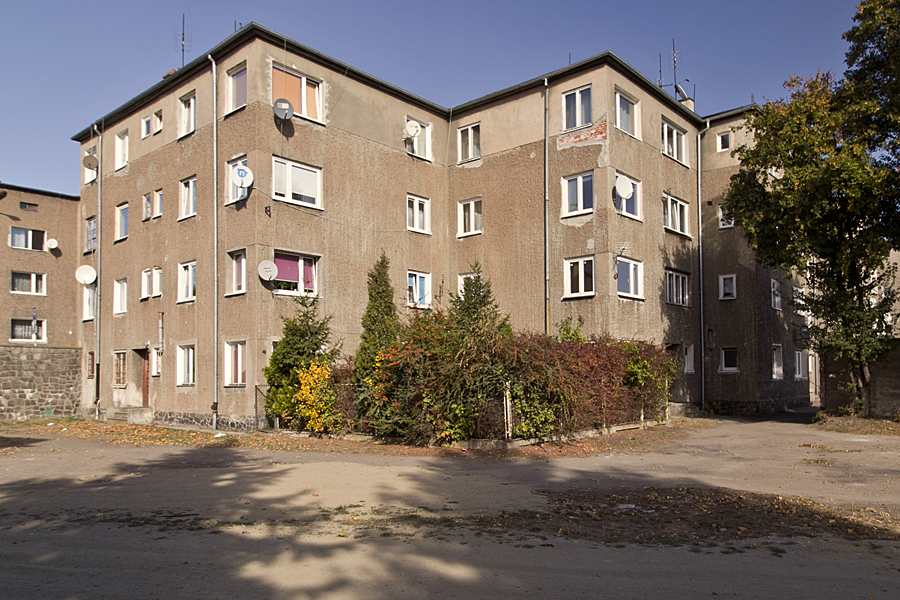
1930 Blok przy ul. Grudziądzkiej 55-65, podwyższony w latach pięćdziesiątych XX w. o jedną kondygnację
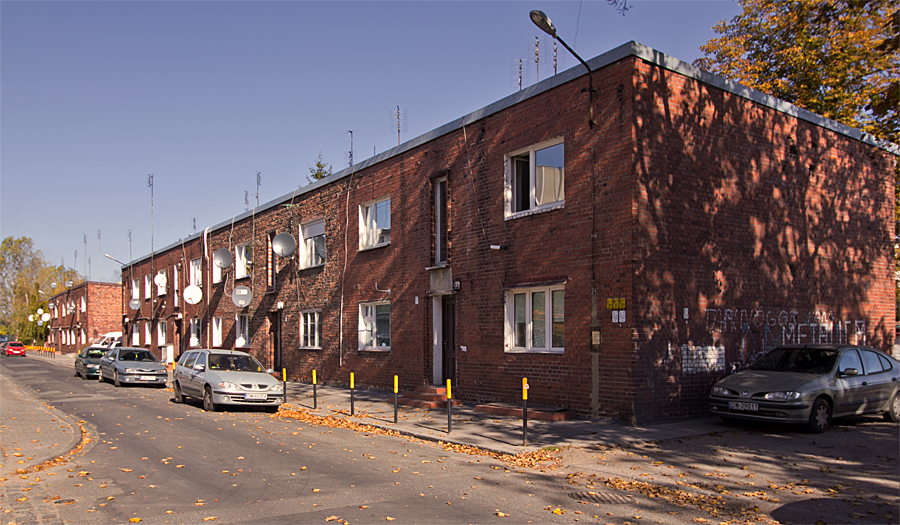
1931 Domy z „najmniejszymi mieszkaniami najprostszego typu” przy ul. Złotostockiej na osiedlu Tarnogaj

## Literatura
- Rafał Eysymontt, Jerzy Ilkosz, Agnieszka Tomaszewicz, Jadwiga Urbanik (red.): Leksykon architektury Wrocławia. Wrocław: Via Nova, 2011. Brak numerów stron w książce